# مورنینگ گلوری (تگزاس)
مورنینگ گلوری (به انگلیسی: Morning Glory) یک منطقهٔ مسکونی در ایالات متحده آمریکا است که در شهرستان ال پاسو، تگزاس واقع شده‌است. مورنینگ گلوری ۲٫۸ کیلومتر مربع مساحت و ۶۵۱ نفر جمعیت دارد و ۱٬۱۰۷ متر بالاتر از سطح دریا واقع شده‌است.